# 피지 축구 국가대표팀
피지 축구 국가대표팀(영어: Fiji national football team)은 피지를 대표하는 축구 국가대표팀으로 피지 축구 협회에서 관리한다. 오세아니아 축구 약체팀이지만 대륙 내에서의 대회에서만큼은 괜찮은 성과들을 거두는 팀이며 현재 포스트 피지 스타디움을 홈 구장으로 사용하고 있다.

## 국제 대회 경력

### FIFA 월드컵
2010년 FIFA 월드컵 오세아니아 지역 예선에서 4승 1무 1패의 성적으로 사상 첫 월드컵 오세아니아 지역 최종 예선 진출에 성공했고 2026년 FIFA 월드컵 오세아니아 지역 2차 예선에서도 1승 2무·A조 2위에 오르며 2018년 이후 8년 4개월만에 통산 3번째 오세아니아 지역 최종 예선에 진출했다.

### OFC 네이션스컵
1973년 OFC 네이션스컵을 시작으로 총 8번의 본선에 출전하여 이 중 1998년 대회에서 3위를 기록하며 역대 메이저 대회 최고 성적을 거두었으며 2008년 대회에서도 3위를 기록했고 1998년 대회(승점 6점) 이후 10년만에 최다 승점(승점 7점) 기록도 세웠지만 이 대회에서는 참가국이 4팀 밖에 없었기 때문에 이 기록은 실질적으로 무의미하다.

### 퍼시픽 게임
성인대표팀 시절에는 11번의 대회에 출전하여 금메달 2개, 은메달 4개, 동메달 1개를 수확했고 U-23 대표팀으로는 2번의 대회에 참가하여 2019년 대회에서 동메달을 획득했다.

### 하계 올림픽
2016년 하계 올림픽 오세아니아 지역 예선에서 우승을 차지하면서 사상 첫 올림픽 본선 무대를 밟았으나 이 대회 본선에서 전 대회 동메달이자 사상 첫 올림픽 축구 메달에 빛나는 대한민국, 1988년 대회 이후 28년만에 하계 올림픽 본선에 오른 독일 그리고 디펜딩 챔피언 멕시코를 상대로 단 1승도 거두지 못한 채 3전 전패·C조 최하위로 조별리그에서 탈락했고 최종 순위에서도 16팀 가운데 꼴찌에 머물렀다.

## FIFA 월드컵 (본선)
| 년도   | 결과      | 순위      | 경기      | 승        | 무*       | 패        | 득점      | 실점      | 승점      |
| ------ | --------- | --------- | --------- | --------- | --------- | --------- | --------- | --------- | --------- |
| 1930년 | 없음      | 없음      | 없음      | 없음      | 없음      | 없음      | 없음      | 없음      | 없음      |
| 1934년 | 없음      | 없음      | 없음      | 없음      | 없음      | 없음      | 없음      | 없음      | 없음      |
| 1938년 | 없음      | 없음      | 없음      | 없음      | 없음      | 없음      | 없음      | 없음      | 없음      |
| 1950년 | 비회원국  | 비회원국  | 비회원국  | 비회원국  | 비회원국  | 비회원국  | 비회원국  | 비회원국  | 비회원국  |
| 1954년 | 비회원국  | 비회원국  | 비회원국  | 비회원국  | 비회원국  | 비회원국  | 비회원국  | 비회원국  | 비회원국  |
| 1958년 | 비회원국  | 비회원국  | 비회원국  | 비회원국  | 비회원국  | 비회원국  | 비회원국  | 비회원국  | 비회원국  |
| 1962년 | 비회원국  | 비회원국  | 비회원국  | 비회원국  | 비회원국  | 비회원국  | 비회원국  | 비회원국  | 비회원국  |
| 1966년 | 불참      | 불참      | 불참      | 불참      | 불참      | 불참      | 불참      | 불참      | 불참      |
| 1970년 | 불참      | 불참      | 불참      | 불참      | 불참      | 불참      | 불참      | 불참      | 불참      |
| 1974년 | 불참      | 불참      | 불참      | 불참      | 불참      | 불참      | 불참      | 불참      | 불참      |
| 1978년 | 불참      | 불참      | 불참      | 불참      | 불참      | 불참      | 불참      | 불참      | 불참      |
| 1982년 | 예선 탈락 | 예선 탈락 | 예선 탈락 | 예선 탈락 | 예선 탈락 | 예선 탈락 | 예선 탈락 | 예선 탈락 | 예선 탈락 |
| 1986년 | 불참      | 불참      | 불참      | 불참      | 불참      | 불참      | 불참      | 불참      | 불참      |
| 1990년 | 예선 탈락 | 예선 탈락 | 예선 탈락 | 예선 탈락 | 예선 탈락 | 예선 탈락 | 예선 탈락 | 예선 탈락 | 예선 탈락 |
| 1994년 | 예선 탈락 | 예선 탈락 | 예선 탈락 | 예선 탈락 | 예선 탈락 | 예선 탈락 | 예선 탈락 | 예선 탈락 | 예선 탈락 |
| 1998년 | 예선 탈락 | 예선 탈락 | 예선 탈락 | 예선 탈락 | 예선 탈락 | 예선 탈락 | 예선 탈락 | 예선 탈락 | 예선 탈락 |
| 2002년 | 예선 탈락 | 예선 탈락 | 예선 탈락 | 예선 탈락 | 예선 탈락 | 예선 탈락 | 예선 탈락 | 예선 탈락 | 예선 탈락 |
| 2006년 | 예선 탈락 | 예선 탈락 | 예선 탈락 | 예선 탈락 | 예선 탈락 | 예선 탈락 | 예선 탈락 | 예선 탈락 | 예선 탈락 |
| 2010년 | 예선 탈락 | 예선 탈락 | 예선 탈락 | 예선 탈락 | 예선 탈락 | 예선 탈락 | 예선 탈락 | 예선 탈락 | 예선 탈락 |
| 2014년 | 예선 탈락 | 예선 탈락 | 예선 탈락 | 예선 탈락 | 예선 탈락 | 예선 탈락 | 예선 탈락 | 예선 탈락 | 예선 탈락 |
| 2018년 | 예선 탈락 | 예선 탈락 | 예선 탈락 | 예선 탈락 | 예선 탈락 | 예선 탈락 | 예선 탈락 | 예선 탈락 | 예선 탈락 |
| 2022년 | 예선 탈락 | 예선 탈락 | 예선 탈락 | 예선 탈락 | 예선 탈락 | 예선 탈락 | 예선 탈락 | 예선 탈락 | 예선 탈락 |
| 2026년 | 예선 탈락 | 예선 탈락 | 예선 탈락 | 예선 탈락 | 예선 탈락 | 예선 탈락 | 예선 탈락 | 예선 탈락 | 예선 탈락 |
| 합계   |           |           |           |           |           |           |           |           |           |

## FIFA 월드컵 (예선)
| 년도   | 경기                                           | 승                                             | 무*                                            | 패                                             | 득점                                           | 실점                                           | 승점                                           |
| ------ | ---------------------------------------------- | ---------------------------------------------- | ---------------------------------------------- | ---------------------------------------------- | ---------------------------------------------- | ---------------------------------------------- | ---------------------------------------------- |
| 1930년 | 없음                                           | 없음                                           | 없음                                           | 없음                                           | 없음                                           | 없음                                           | 없음                                           |
| 1934년 | 없음                                           | 없음                                           | 없음                                           | 없음                                           | 없음                                           | 없음                                           | 없음                                           |
| 1938년 | 없음                                           | 없음                                           | 없음                                           | 없음                                           | 없음                                           | 없음                                           | 없음                                           |
| 1950년 | 비회원국                                       | 비회원국                                       | 비회원국                                       | 비회원국                                       | 비회원국                                       | 비회원국                                       | 비회원국                                       |
| 1954년 | 비회원국                                       | 비회원국                                       | 비회원국                                       | 비회원국                                       | 비회원국                                       | 비회원국                                       | 비회원국                                       |
| 1958년 | 비회원국                                       | 비회원국                                       | 비회원국                                       | 비회원국                                       | 비회원국                                       | 비회원국                                       | 비회원국                                       |
| 1962년 | 비회원국                                       | 비회원국                                       | 비회원국                                       | 비회원국                                       | 비회원국                                       | 비회원국                                       | 비회원국                                       |
| 1966년 | 불참                                           | 불참                                           | 불참                                           | 불참                                           | 불참                                           | 불참                                           | 불참                                           |
| 1970년 | 불참                                           | 불참                                           | 불참                                           | 불참                                           | 불참                                           | 불참                                           | 불참                                           |
| 1974년 | 불참                                           | 불참                                           | 불참                                           | 불참                                           | 불참                                           | 불참                                           | 불참                                           |
| 1978년 | 불참                                           | 불참                                           | 불참                                           | 불참                                           | 불참                                           | 불참                                           | 불참                                           |
| 1982년 | 8                                              | 1                                              | 3                                              | 4                                              | 6                                              | 35                                             | 6                                              |
| 1986년 | 불참                                           | 불참                                           | 불참                                           | 불참                                           | 불참                                           | 불참                                           | 불참                                           |
| 1990년 | 2                                              | 1                                              | 0                                              | 1                                              | 2                                              | 5                                              | 3                                              |
| 1994년 | 4                                              | 2                                              | 1                                              | 1                                              | 6                                              | 3                                              | 7                                              |
| 1998년 | 4                                              | 2                                              | 0                                              | 2                                              | 4                                              | 7                                              | 6                                              |
| 2002년 | 4                                              | 3                                              | 0                                              | 1                                              | 27                                             | 4                                              | 9                                              |
| 2006년 | 9                                              | 4                                              | 1                                              | 4                                              | 22                                             | 15                                             | 13                                             |
| 2010년 | 12                                             | 6                                              | 2                                              | 4                                              | 36                                             | 13                                             | 20                                             |
| 2014년 | 3                                              | 0                                              | 2                                              | 1                                              | 1                                              | 2                                              | 2                                              |
| 2018년 | 7                                              | 1                                              | 1                                              | 5                                              | 7                                              | 14                                             | 4                                              |
| 2022년 | 3                                              | 1                                              | 0                                              | 2                                              | 3                                              | 7                                              | 3                                              |
| 2026년 | 4                                              | 1                                              | 2                                              | 1                                              | 5                                              | 11                                             | 5                                              |
| 합계   | 60                                             | 22                                             | 12                                             | 26                                             | 119                                            | 116                                            | 78                                             |
| 순위   | 월드컵 예선 승점 순위 : 103위 (오세아니아 3위) | 월드컵 예선 승점 순위 : 103위 (오세아니아 3위) | 월드컵 예선 승점 순위 : 103위 (오세아니아 3위) | 월드컵 예선 승점 순위 : 103위 (오세아니아 3위) | 월드컵 예선 승점 순위 : 103위 (오세아니아 3위) | 월드컵 예선 승점 순위 : 103위 (오세아니아 3위) | 월드컵 예선 승점 순위 : 103위 (오세아니아 3위) |

## OFC 네이션스컵
| OFC 네이션스컵 | OFC 네이션스컵            | OFC 네이션스컵            | OFC 네이션스컵            | OFC 네이션스컵            | OFC 네이션스컵            | OFC 네이션스컵            | OFC 네이션스컵            | OFC 네이션스컵            | OFC 네이션스컵            |
| 년도           | 결과                      | 순위                      | 경기                      | 승                        | 무*                       | 패                        | 득점                      | 실점                      | 승점                      |
| -------------- | ------------------------- | ------------------------- | ------------------------- | ------------------------- | ------------------------- | ------------------------- | ------------------------- | ------------------------- | ------------------------- |
| 1973년         | 조별리그                  | 5위                       | 4                         | 0                         | 0                         | 4                         | 2                         | 13                        | 0                         |
| 1980년         | 4강                       | 4위                       | 4                         | 2                         | 0                         | 2                         | 11                        | 9                         | 6                         |
| 1996년         | 예선 탈락                 | 예선 탈락                 | 예선 탈락                 | 예선 탈락                 | 예선 탈락                 | 예선 탈락                 | 예선 탈락                 | 예선 탈락                 | 예선 탈락                 |
| 1998년         | 4강                       | 3위                       | 4                         | 2                         | 0                         | 2                         | 8                         | 6                         | 6                         |
| 2000년         | 기권                      | 기권                      | 기권                      | 기권                      | 기권                      | 기권                      | 기권                      | 기권                      | 기권                      |
| 2002년         | 조별리그                  | 5위                       | 3                         | 1                         | 0                         | 2                         | 2                         | 10                        | 3                         |
| 2004년         | 결선리그                  | 4위                       | 5                         | 1                         | 1                         | 3                         | 3                         | 10                        | 4                         |
| 2008년         | 결선리그                  | 3위                       | 6                         | 2                         | 1                         | 3                         | 8                         | 11                        | 7                         |
| 2012년         | 조별리그                  | 6위                       | 3                         | 0                         | 2                         | 1                         | 1                         | 2                         | 2                         |
| 2016년         | 조별리그                  | 6위                       | 3                         | 1                         | 0                         | 2                         | 4                         | 6                         | 3                         |
| 합계           | 8회 진출(8/10)            | 3위(2회)                  | 32                        | 9                         | 4                         | 19                        | 39                        | 67                        | 31                        |
| 순위           | OFC 네이션스컵 순위 : 5위 | OFC 네이션스컵 순위 : 5위 | OFC 네이션스컵 순위 : 5위 | OFC 네이션스컵 순위 : 5위 | OFC 네이션스컵 순위 : 5위 | OFC 네이션스컵 순위 : 5위 | OFC 네이션스컵 순위 : 5위 | OFC 네이션스컵 순위 : 5위 | OFC 네이션스컵 순위 : 5위 |

- 예선을 통과했으나 자국에서 일어난 쿠데타로 인하여 2000년 OFC 네이션스컵 대회를 기권함

## 하계 올림픽
| 올림픽 축구 기록 | 올림픽 축구 기록 | 올림픽 축구 기록 | 올림픽 축구 기록 | 올림픽 축구 기록 | 올림픽 축구 기록 | 올림픽 축구 기록 | 올림픽 축구 기록 | 올림픽 축구 기록 | 올림픽 축구 기록 |
| 년도             | 결과             | 순위             | 경기             | 승               | 무               | 패               | 득점             | 실점             | 승점             |
| ---------------- | ---------------- | ---------------- | ---------------- | ---------------- | ---------------- | ---------------- | ---------------- | ---------------- | ---------------- |
| 1900년           | 독립 이전        | 독립 이전        | 독립 이전        | 독립 이전        | 독립 이전        | 독립 이전        | 독립 이전        | 독립 이전        | 독립 이전        |
| 1904년           | 독립 이전        | 독립 이전        | 독립 이전        | 독립 이전        | 독립 이전        | 독립 이전        | 독립 이전        | 독립 이전        | 독립 이전        |
| 1908년           | 독립 이전        | 독립 이전        | 독립 이전        | 독립 이전        | 독립 이전        | 독립 이전        | 독립 이전        | 독립 이전        | 독립 이전        |
| 1912년           | 독립 이전        | 독립 이전        | 독립 이전        | 독립 이전        | 독립 이전        | 독립 이전        | 독립 이전        | 독립 이전        | 독립 이전        |
| 1920년           | 독립 이전        | 독립 이전        | 독립 이전        | 독립 이전        | 독립 이전        | 독립 이전        | 독립 이전        | 독립 이전        | 독립 이전        |
| 1924년           | 독립 이전        | 독립 이전        | 독립 이전        | 독립 이전        | 독립 이전        | 독립 이전        | 독립 이전        | 독립 이전        | 독립 이전        |
| 1928년           | 독립 이전        | 독립 이전        | 독립 이전        | 독립 이전        | 독립 이전        | 독립 이전        | 독립 이전        | 독립 이전        | 독립 이전        |
| 1936년           | 독립 이전        | 독립 이전        | 독립 이전        | 독립 이전        | 독립 이전        | 독립 이전        | 독립 이전        | 독립 이전        | 독립 이전        |
| 1948년           | 독립 이전        | 독립 이전        | 독립 이전        | 독립 이전        | 독립 이전        | 독립 이전        | 독립 이전        | 독립 이전        | 독립 이전        |
| 1952년           | 독립 이전        | 독립 이전        | 독립 이전        | 독립 이전        | 독립 이전        | 독립 이전        | 독립 이전        | 독립 이전        | 독립 이전        |
| 1956년           | 독립 이전        | 독립 이전        | 독립 이전        | 독립 이전        | 독립 이전        | 독립 이전        | 독립 이전        | 독립 이전        | 독립 이전        |
| 1960년           | 독립 이전        | 독립 이전        | 독립 이전        | 독립 이전        | 독립 이전        | 독립 이전        | 독립 이전        | 독립 이전        | 독립 이전        |
| 1964년           | 독립 이전        | 독립 이전        | 독립 이전        | 독립 이전        | 독립 이전        | 독립 이전        | 독립 이전        | 독립 이전        | 독립 이전        |
| 1968년           | 독립 이전        | 독립 이전        | 독립 이전        | 독립 이전        | 독립 이전        | 독립 이전        | 독립 이전        | 독립 이전        | 독립 이전        |
| 1972년           | 불참             | 불참             | 불참             | 불참             | 불참             | 불참             | 불참             | 불참             | 불참             |
| 1976년           | 불참             | 불참             | 불참             | 불참             | 불참             | 불참             | 불참             | 불참             | 불참             |
| 1980년           | 불참             | 불참             | 불참             | 불참             | 불참             | 불참             | 불참             | 불참             | 불참             |
| 1984년           | 불참             | 불참             | 불참             | 불참             | 불참             | 불참             | 불참             | 불참             | 불참             |
| 1988년           | 불참             | 불참             | 불참             | 불참             | 불참             | 불참             | 불참             | 불참             | 불참             |
| 1992년           | 진출 실패        | 진출 실패        | 진출 실패        | 진출 실패        | 진출 실패        | 진출 실패        | 진출 실패        | 진출 실패        | 진출 실패        |
| 1996년           | 진출 실패        | 진출 실패        | 진출 실패        | 진출 실패        | 진출 실패        | 진출 실패        | 진출 실패        | 진출 실패        | 진출 실패        |
| 2000년           | 진출 실패        | 진출 실패        | 진출 실패        | 진출 실패        | 진출 실패        | 진출 실패        | 진출 실패        | 진출 실패        | 진출 실패        |
| 2004년           | 진출 실패        | 진출 실패        | 진출 실패        | 진출 실패        | 진출 실패        | 진출 실패        | 진출 실패        | 진출 실패        | 진출 실패        |
| 2008년           | 진출 실패        | 진출 실패        | 진출 실패        | 진출 실패        | 진출 실패        | 진출 실패        | 진출 실패        | 진출 실패        | 진출 실패        |
| 2012년           | 진출 실패        | 진출 실패        | 진출 실패        | 진출 실패        | 진출 실패        | 진출 실패        | 진출 실패        | 진출 실패        | 진출 실패        |
| 2016년           | 조별리그         | 16위             | 3                | 0                | 0                | 3                | 1                | 23               | 0                |
| 합계             | 1회 진출(1/12)   | 조별리그(1회)    | 3                | 0                | 0                | 3                | 1                | 23               | 0                |

## 주요 선수
- 로이 크리슈나
- 세타레키 휴즈
- 데이브 래드리게이
- 라이세니아 나이오코
- 레메우루 테키아테
- 시미오네 타마니사우

## 같이 보기
- 피지 여자 축구 국가대표팀